# Chiesa di San Giovanni Battista (Tramonti, Polvica)
La Chiesa di San Giovanni Battista è una chiesa di Tramonti, sorge nella frazione di Polvica. Nel Medioevo era  il centro delle pubbliche adunanze.

## Storia
L'epoca di fondazione della chiesa è sconosciuta, nel Medioevo era il centro della vita amministrativa di Tramonti, come testimonia la lapide posta sulla facciata.

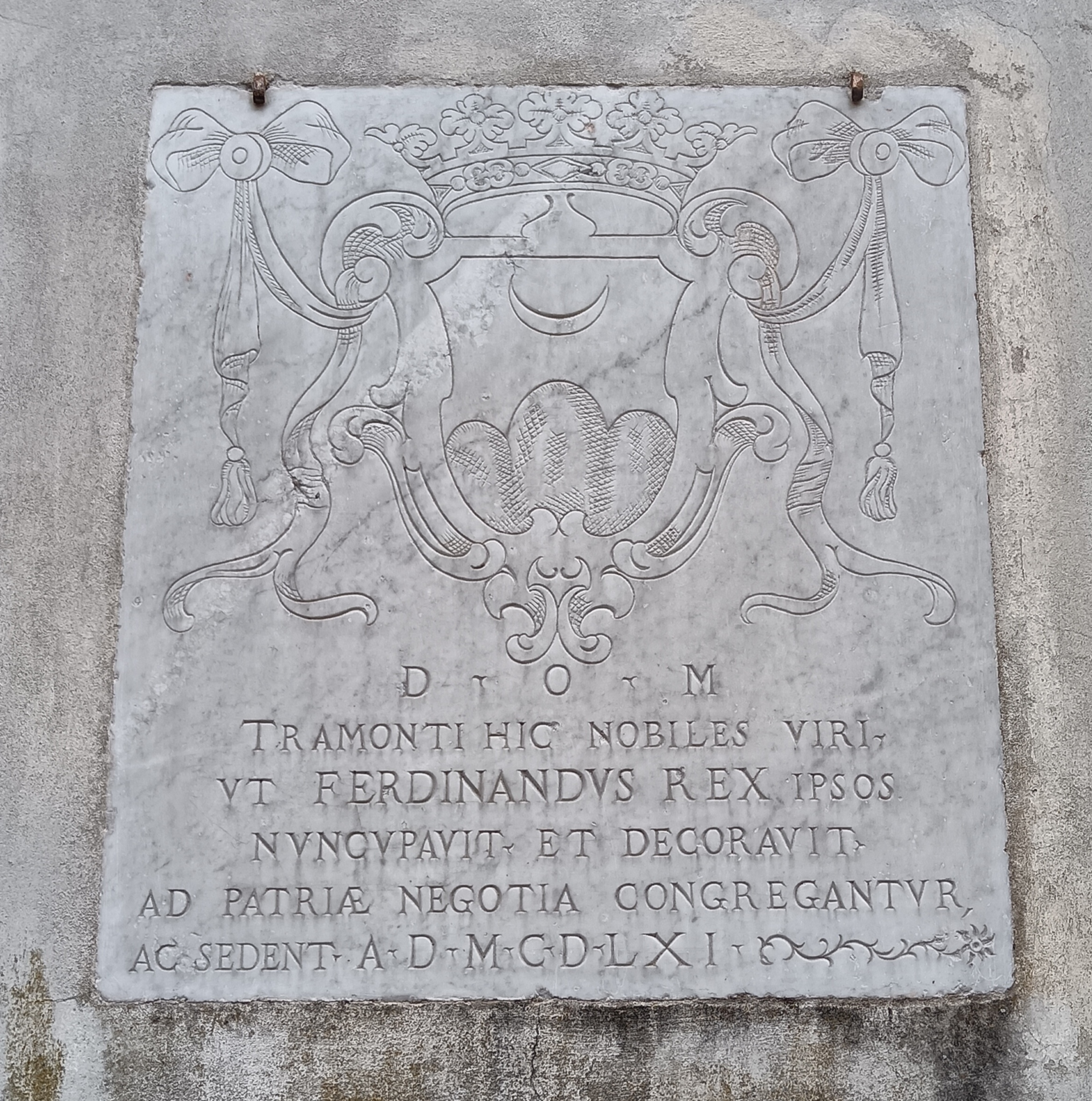
La lapide posta sulla facciata in memoria del privilegio concesso ai Tramontani da Re Ferrante nel 1461.